# Силван Шорс (Флорида)
Силван Шорс (енгл. Sylvan Shores) град је у америчкој савезној држави Флорида.

## Демографија
Према попису становништва из 2000. у граду је живело 2.424 становника
| Група             | 2000.         | 2010.    |
| Белци             | 2.236 (92,2%) | 0 (0,0%) |
| Афроамериканци    | 38 (1,6%)     | 0 (0,0%) |
| Азијати           | 6 (0,2%)      | 0 (0,0%) |
| Хиспаноамериканци | 136 (5,6%)    | 0 (0,0%) |
| Укупно            | 2.424         | 0        |